# Jules Carpentier
Jules Carpentier (30. srpna 1851 Paříž – 30. června 1921 Joigny) byl francouzský technik a autor mnoha vynálezů z oblasti optiky, fotografie a filmu.

## Život a dílo
Od roku 1890 se věnoval fotografickým a kinematografickým zařízením. Vymyslel a navrhl slavný model „photo-jumelle à répétition“ – velmi kompaktní fotoaparát, snadno ovladatelná dvouooká zrcadlovka, která měla prodejní úspěch. Jules Carpentier rozvíjel metody focometrie, vyvíjel čočky a zabýval se optomechanikou. Je také autorem podvodního periskopu a pracoval na tříbarevné fotografii. Nechal si registrovat několik patentů na svůj kinematograf a stavěl aparáty bratrům Lumièrovým.
Jules Carpentier se v roce 1907 stal členem Akademie věd, byl také čestným předsedou Francouzské fotografické společnosti 1909–1911. Byl také prezidentem Komory elektrotechnického průmyslu, Mezinárodní elektrické společnosti, francouzského sdružení pro povýšení vědy.
Zemřel v roce 1921 při automobilové nehodě v Joigny.

Jules Carpentier je dědečkem výrobce televizorů Gilberta Carpentiera.

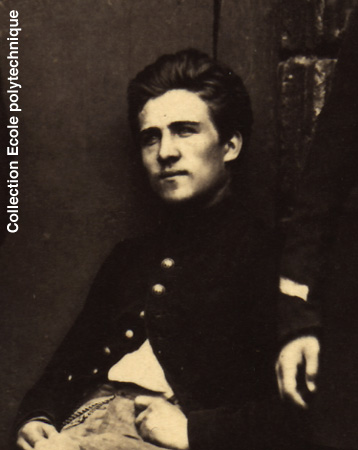
Jules Carpentier, cca 1873